# David de Almeida
David Fernandes de Almeida ComIH (São Pedro do Sul, 1945 - Lisboa, 2014) foi um artista plástico português.

## Biografia
Frequentou a Escola António Arroio e o curso de Gravador e Litógrafo na Cooperativa de Gravadores Portugueses. Frequentou também o Atelier 17 em Paris, e a Goldsmiths University of London (Holography workshop), como bolseiro da Fundação Gulbenkian. Expõe individual e colectivamente desde 1970.
É habitual a sua participação em Feiras de Arte como a Artexpo - New york, LA – Los Angeles, Estampa e Arco – Madrid, Frankfurt, entre outras, e em Bienais Internacionais como a de São Paulo, Ljubljana, Cracóvia, Paris, São Francisco e outras.
Já recebeu prémios como a Medalha de Ouro da Associação de Gravadores Espanhóis - Madrid, 1977, o Prémio Nacional de Gravura 1980, Portugal, o Grande Prémio de Gravura na Bienal de Vila Nova de Cerveira de 1982, o Prémio de aquisição na III Exposição de Artes Plásticas da Fundação C. Gulbenkian, 1986, bem como o Prémio Nacional de Gravura – Museu de Gravura Espanhola Contemporânea – Espanha, no ano de 1999, uma Menção Honrosa – Prémio Nacional de Grabado – Calcografia Nacional/Phillip Morris – Madrid – Espanha, 2000.
Mais recentemente recebeu o Prémio Júlio Prieto Nespereira, e uma Medalha de Bronze na VIII Bienal Internacional de Grabado Caixanova em 2004, na cidade de Ourense, Espanha.
A 22 de Dezembro de 1997 foi feito Comendador da Ordem do Infante D. Henrique.

## Prémios
- 1977 Medalha de Ouro da Associação de Gravadores Espanhóis, Madrid
- 1980 Prémio Nacional de Gravura 1980, Portugal
- 1982 Grande Prémio de Gravura na Bienal de Vila Nova de Cerveira 1982, Portugal
- 1986 Prémio de Aquisição na III Exposição de Artes Plásticas da Fundação Calouste Gulbenkian, Lisboa
- 1999 Prémio Nacional de Gravura - Museu de Gravura Espanhola Contemporânea, Espanha
- 2000 Menção Honrosa do Prémio Nacional de Grabado - Calcografia Nacional/Phillip Morris, Madrid
- 2004 Prémio Julio Prieto Nespereira - Medalha de Bronze, VIII Bienal Internacional de Grabado Caixanova, Ourense
- 2006 Prémio Internacional de Arte Gráfico Jesús Núñez – Betanzos - A Coruña, Espanha

## Intervenções em espaços públicos
- Coluna em cobre gravado e tintado

Hotel Ritz, Lisboa
- Esculturas em cobre

Átrio do Centro de Saúde da Calheta São Jorge, Açores
- Singraduras — Painel em pedra gravada

Dan Cake, Póvoa de Santa Iria
- As vias da água e As vias do céu - Dois painéis em pedra gravada (400 m²)

Estação Conceição, Metrô de São Paulo, Brasil
- Diálogo - Painel em pedra gravada

Edifício dos Secretários Adjuntos, Governo de Macau
- Cartografias - Painel em pedra gravada

World Trade Center, Macau
- Viagem — Painel em pedra gravada (300 m²)

Reservatório superior da Colina da Guia, Macau
- Intervenção plástica no Metropolitano de Lisboa,

Estação Cabo Ruivo
- Painel em pedra gravada e aço corten

Landmark, Macau
- História da aviação em Cabo Verde

Terminal Vip do Aeroporto, Ilha do Sal, Cabo Verde
- Madre — Fonte Termal

Termas de S. Pedro do Sul
- O Mostrengo, painel em pedra gravada

Escola C + S, Oliveira de Frades
- Mar Português, painel em pedra gravada

Escola C + S, São Pedro do Sul
- Fernão Mendes Pinto, painel em pedra gravada

Escola Básica 2,3, São Pedro do Sul
- Singraduras para Sofia, painel em pedra gravada

Escola C + S, Vouzela
- Retrato de Aquilino, painel em pedra gravada

Escola C + S, Vouzela por concurso aberto pelo Ministério da Educação

## Representações em colecções públicas e privadas (selecção)
- Biblioteca Nacional de Lisboa
- Biblioteca Nacional de Paris - França
- Calcografia Nacional - Madrid, Espanha
- Centro de Arte Moderna da Fundação Calouste Gulbenkian - Lisboa
- Círculo de Bellas Artes - Madrid, Espanha
- Colecção Caixanova - Ourense, Espanha
- Colecção Saab-Scania - Suécia
- Colecção Würth - Alemanha
- County Council of Dalarna - Suécia
- Médiathêque Hermeland Saint Herblain, Nantes - França
- Metrô de S. Paulo - Brasil
- Ministério da Cultura Lisboa e Porto
- Ministério dos Negócios Estrangeiros - Lisboa
- Museu de Angra do Heroísmo - Açores
- Museu de Arte Contemporânea de Skopje - Macedónia
- Museu de Arte Moderna do Rio de Janeiro - Brasil
- Museu de Arte Moderna - Bagdad, lraque
- Museu de Arzila – Marrocos
- Museo del Grabado Español Contemporáneo - Marbella, Espanha
- Museu do Pequeno Formato - Couvin, Bélgica
- Museo de la Estampa Contemporánea - Fundación C.I.E.C. - Betanzos, A Coruña, Espanha
- Museo Español de Arte Contemporáneo y Sistemas de Estampación - Madrid, Espanha
- Museu Grão Vasco - Viseu
- The Kendall Whaling Museum Sharon, Massachussets - E.U.A.